# Sven Tito Achen
Sven Tito Achen (29. července 1922 Buenos Aires, Argentina – 14. listopadu 1986) byl dánský spisovatel a heraldik, spoluzakladatel Societas Heraldica Scandinavica a první editor Scandinavian Heraldisk Tidsskrift.

## Dílo
- Heraldikkens femten glæder, 1971
- Alverdens heraldik i farver, 1972
- Danske adelsvåbener, en heraldisk nøgle, 1973
- Danmarks kommunevåbener - samt Grønlands og Færøernes, 1982
- Kroppens symbolik, 1983
- Symboler, hvad er det?, 1986